# Каели (язык)
Кайе́ли (индон. Bahasa Kayeli) —- австронезийский язык, использовавшийся до недавнего времени одноименной народностью, проживающей в восточной части индонезийского острова Буру (южное побережье залива Кайели). Принадлежал к центрально-молуккской ветви центрально-малайско-полинезийских языков.
В рамках языка выделялось два диалекта —- лумаэте (другие названия —- лумаити, мумаите, лумара) и лелиали (лилиали). Лингвистически близок буруанскому языку и некоторым другим языкам серамской подгруппы.
Считается фактически вымершим с учётом того, что в качестве последних носителей в 1995 году были зарегистрированы трое пожилых представителей народности кайели, которые, по свидетельству исследователей, владели диалектом лумаэте уже не вполне свободно. Последние носители диалекта лелиали зарегистрированы в 1989 году.
При этом народность кайели продолжает существовать (к ней, по последним данным, относят себя около 800 жителей острова Буру), однако все её представители перешли на языки окружающего населения, в том числе на государственный язык страны —- индонезийский.
Наиболее основательные исследования языка кайели были проведены в 1980-е—1990-е годы супругами Чарлзом Граймсом и Барбарой Дикс Граймс —— австралийскими миссионерами и этнографами, активными участниками организации SIL International.